# Eulopheros harmandi
Eulopheros harmandi is een keversoort uit de familie netschildkevers (Lycidae). De wetenschappelijke naam van de soort werd in 1802 gepubliceerd door Jules Bourgeois.